# Klack-Pirat
Der Klack-Pirat (international: Pop-up Pirate, jap. 黒ひげ危機一発, Kurohige Kiki Ippatsu, dt. etwa: „Blackbeards um Haaresbreite der Gefahr entkommen“) ist das meistverkaufte Spielzeug des japanischen Spielzeugherstellers Tomy. Von der Markteinführung 1975 bis 2005 wurde das Aktions- und Geschicklichkeitsspiel mehr als 10 Millionen Mal verkauft. Der deutsche Name bezieht sich sowohl auf das Geräusch des herausspringenden Piraten im Stile eines Schachtelteufels, als auch auf die Gameshow Klack des Fernsehsenders RTL.

## Spielprinzip
Beim Klack-Piraten sitzt ein Pirat in einem Fass. In dieses müssen Schwerter gesteckt werden. Springt der Pirat bei einem Schwertstoß heraus, so hat dieser Spieler verloren. Angelegt laut Hersteller ist das Spiel, dessen Material aus Plastik besteht für 2–4 Kinder ab etwa 3 Jahren, wobei zwei oder 4 Teilnehmer empfohlen werden. 

## Versionen
In Deutschland gab es seit 1989 drei verschiedene Versionen des Spiels:
- 1989 Klack-Pirat
- 1996 Klack-Pirat (ohne RTL-Logo)
- 2003 Pop Up Pirate (mit verschiedenen Kopftüchern und Säbeln)

Tomy brachte Ende 2005 eine Version mit dem Comedian Hard Gay in Japan heraus.